# Rien ne sert de courir
Pour les articles homonymes, voir Rien ne sert de courir (homonymie).
Pour plus de détails, voir Fiche technique et Distribution.
Rien ne sert de courir  est un film américain de comédie réalisé par Charles Walters, sorti en 1966. L'action se déroule à Tokyo pendant les Jeux olympiques en 1964. C'est le dernier film de Cary Grant.

## Synopsis
À Tokyo durant les Jeux olympiques de 1964, il est pratiquement impossible de se loger. Un industriel anglais et un étudiant en architecture américain qui participe aux jeux trouvent refuge chez une jeune secrétaire. La situation va vite se compliquer.

## Fiche technique
- Titre français : Rien ne sert de courir
- Titre original : Walk Don't Run
- Réalisateur : Charles Walters
- Scénario : Sol Saks (en), d'après une histoire de Robert W. Russell (en) et Frank Ross
- Musique : Quincy Jones
- Producteur : Sol C. Siegel
- Distribué par Columbia Pictures
- Pays de production :  États-Unis
- Langue : Anglais
- Durée : 114 minutes
- Format : 2.35, couleur
- Genre : Comédie romantique
- Dates de sortie : 1966
- Affiche : Jean Mascii (France)

## Distribution
- Cary Grant  (VF : Jean-Claude Michel)  : Sir William Rutland dit Bill, industriel britannique
- Bob Okazaki (non crédité) : directeur japonais d’une usine, fournisseur de Rutland
- James Yagi (non crédité) : Jimmy, chauffeur de Rutland lors de ses séjours à Tokyo
- Samantha Eggar  (VF : Janine Freson)  : Christine Easton dite Chris, jeune anglaise travaillant au Japon
- John Standing  (VF : Claude Nicot)  : Julius D. Havresack (Haversack en v.o.), deuxième secrétaire du chef du protocole de l’ambassade de Grande-Bretagne à Tokyo, fiancé de Christine
- Miiko Taka  (VF : Edith Loria)  : Aiko Kurawa, collègue et amie de Christine
- Teru Shimada : M. Kurawa, père d’Aiko
- Lois Kiuchi : Mme Kurawa, mère d’Aiko
- Jim Hutton  (VF : Bernard Woringer)  : Steve Davis, jeune architecte étasunien et athlète participant aux Jeux Olympiques
- Ted Hartley (en)  (VF : Nicolas Youmatoff)  : Yuri Andrevitch (Andreyovitch en v.o.), athlète russe participant aux Jeux Olympiques et ami de Steve
- Ben Astar  (VF : Jacques Chevalier)  : (Dimitri en v.o.), responsable de la sécurité de l’équipe soviétique
- Leonidas Ossetynski (non crédité) : directeur de l’équipe soviétique (au commissariat)
- George Takei : officier de police (au commissariat)
- Peggy Rea (non créditée) : lanceuse de poids ukrainienne (au restaurant)
- Alex Rodine (non crédité) : athlète suédois qui danse avec la lanceuse de poids ukrainienne (au restaurant)
- Miyoshi Jingu (en) (non créditée - caméo) : la passante sur qui tombe le pantalon

## Lieu de tournage
Le film a été tourné à Tokyo.

## Commentaires
- Dans le film, Steve (Jim Hutton) présente le personnage de Yuri (Ted Hartley), un athlète soviétique participant aux Jeux Olympiques de Tokyo, comme le tenant du record pour le 400 mètres haies dans la version française, et du 110 mètres haies dans la version originale. En réalité, aux Jeux olympiques d'été de Tokyo 1964, le 400 mètres haies[1] a été remporté par l’étasunien Rex Cawley, suivi par le britannique John Cooper et l’italien Salvatore Morale, et le 110 mètres haies[2] a été remporté par l’étasunien Hayes Jones, suivi de son compatriote Blaine Lindgren et du soviétique Anatoliy Mikhailov. L’Union soviétique n’a donc remporté aucune de ces deux courses.

- Dans le film, Steve (Jim Hutton) participe aux 50 kilomètres marche ; une épreuve, selon le personnage de Julius (John Standing), de presque 4h30. Dans les faits, le 50 kilomètres marche aux Jeux olympiques d'été de Tokyo 1964 s'est déroulée en 4 heures 11 minutes. Dans le film, Steve arrive à la 10ème place et est le premier étasunien à arriver dans les 10 premiers à l’épreuve du 50 kilomètres marche. En réalité, aux Jeux olympiques de Tokyo 1964, aucun étasunien ne figure parmi les 12 finalistes de cette épreuve[3].

- Le personnage de la lanceuse de poids ukrainienne (Peggy Rea) est probablement inspiré par Tamara Press, une athlète ukrainienne concourant pour l’union soviétique, qui remporta la médaille d’or[4] au lancer du poids lors des Jeux olympiques de Tokyo en 1964. En effet, le personnage de William Rutland (Cary Grant) fait référence au poids de l’athlète ukrainienne et Tamara Press faisait plus de cent de kilos. Par ailleurs, il y avait des spéculations quant au sexe de Tamara Press, certains médias n’hésitant pas à qualifier Tamara et sa sœur de « frères Press ». Ceci ajoute un aspect comique au personnage interprété par Peggy Rea et explique l’envie de Rutland (Cary Grant) d’assister à la compétition du lancer du poids.